# PAX1
PAX1‏ (Paired box 1) هوَ بروتين يُشَفر بواسطة جين PAX1 في الإنسان.

## الوظيفة
هذا الجين عضو في عائلة عوامل النسخ "الصندوق المزدوج" (PAX)، وهي ضرورية أثناء نمو الجنين. وهو ضروري لنمو العمود الفقري البطني. يقتصر تعبيره على الجيوب البلعومية والخلايا المحيطة بالفقرات النامية بالقرب من الجزء العلوي حيث سيتأسس الرأس للمساعدة في تكوين الرقبة وبداية تكوين الكتفين وبراعم الذراعين. تُضيف أنواع السرطان، مثل سرطان المبيض وعنق الرحم، مجموعة ميثيل (CH3) التي تُسكت أو تُعطل الجين الذي قد يكون قادرًا على قمع الورم من خلال تنظيم انقسام الخلايا الأخرى وتكاثرها. يمكن أن يؤدي استبدال أو حذف هذا الجين لدى الفئران إلى إنتاج متغيرات من الطفرة المتموجة التي تتميز بتشوهات في التجزئة على طول العمود الفقري الداخلي. قد تساهم الطفرات في الجين البشري في حالة متلازمة كليبل فيل، وهي فشل الفقرات في التجزئة بالقرب من الجزء العلوي من العمود الفقري وربما إلى أسفل مع أعراض تشمل رقبة قصيرة غير متحركة وخط شعر منخفض في مؤخرة الرأس.

## التفاعل
لقد ثبت أن PAX1 يتفاعل مع MEOX1 وMEOX2.